# Robert Kaštrun
Robert Kaštrun, slovenski smučarski skakalec in nordijski kombinatorec, * 25. marec 1964, Tržič.
Kaštrun je za Jugoslavijo nastopil na Zimskih olimpijskih igrah 1984 v Sarajevu, kjer je osvojil 27. mesto v nordijski kombinaciji. V sezoni 1984/85 je nastopil na vseh štirih tekmah turneje štirih skakalnic, najboljši je bil 4. januarja 1985, ko je bil v Innsbrucku šestnajsti. V skupnem seštevku turneje je zasedel 45. mesto. Nastopil je tudi na Svetovnem prvenstvu 1985 v Seefeldu, kjer je zasedel 45. mesto na srednji skakalnici.